# 写らナイんです
『写らナイんです』（うつらナイんです）は、コノシマルカによる日本の漫画作品。『週刊少年サンデー』（小学館）にて、2024年18号から連載中。

## 登場人物
黒桐 まこと（くろきり まこと）

橘 みちる（たちばな みちる）

## 書誌情報
- コノシマルカ『写らナイんです』小学館〈少年サンデーコミックス〉、既刊5巻（2025年8月18日現在）
  1. 2024年8月17日発売[2]、ISBN 978-4-09-853543-9
  2. 2024年11月18日発売[3]、ISBN 978-4-09-853682-5
  3. 2025年2月18日発売[4]、ISBN 978-4-09-854012-9
  4. 2025年5月16日発売[5]、ISBN 978-4-09-854114-0
  5. 2025年8月18日発売[6]、ISBN 978-4-09-854209-3